# Mesobracon xanthocephalus
Mesobracon xanthocephalus är en stekelart som beskrevs av Granger 1949. Mesobracon xanthocephalus ingår i släktet Mesobracon och familjen bracksteklar. Inga underarter finns listade i Catalogue of Life.